# Reprogramowanie epigenetyczne
Reprogramowanie epigenetyczne – proces modyfikacji aktywności genów w jądrze komórkowym, pozwalający na „cofnięcie” komórki do wcześniejszego etapu rozwoju.
Proces ten zachodzi m.in. podczas gametogenezy, klonowania metodą transferu jądrowego oraz odróżnicowania komórek somatycznych do komórek macierzystych. 
Polega na modyfikacji tzw. epigenomu – zestawu cząsteczek związków chemicznych (np. grup metylowych) „przyczepionych” do nici DNA i zmieniających aktywność poszczególnych genów. Zmiany epigenetyczne kumulują się w genomie w miarę rozwoju organizmu, a także pod wpływem czynników środowiskowych (np. toksyn). „Wyczyszczenie” tych zmian, czyli reprogramowanie sprawia, że jądro znów zaczyna działać tak, jak na wcześniejszym etapie rozwoju – a więc np. w zygocie czy pluripotentnej komórce macierzystej.
Reprogramowanie epigenetyczne jest procesem słabo zbadanym – naukowcy nie potrafią jeszcze nim sterować. Prawdopodobnie to właśnie błędy reprogramowania są przyczyną obumierania dużego odsetka sklonowanych ssaków już na poziomie zarodkowym. Błędy te mogą też być przyczyną licznych chorób, które bardzo często pojawiają się u klonów (np. owca Dolly cierpiała na otyłość i zwyrodnienie stawów). Możliwość wprowadzenia takich błędów do epigenomu jest jednym z naukowych argumentów przeciwko reprodukcyjnemu klonowaniu człowieka – sklonowana osoba mogłaby cierpieć także na zaburzenia psychiczne.